# Gubernatorstwo Siljana
Gubernatorstwo Siljana (arab. ولاية سليانة, fr. Gouvernorat de Siliana) – jest jednym z 24 gubernatorstw w Tunezji, znajdujące się w północno-centralnej części kraju.